# 베이신징역
베이신징역(중국어: 北新泾站, 영어: Beixinjing Station)은 중화인민공화국 상하이시 창닝 구 톈샨루에 있는 상하이 지하철 2호선 역이다. 역사는 지하 섬식 구조를 가지고 있다.

## 대중교통환승
54, 74, 74B, 91, 141, 202, 216, 311, 551, 739, 750, 807, 808, 825, 827, 846, 855, 新涇環線, 北青線, 莘北專線

## 출구
- 1번출구: 톈샨시루, 푸송베이루(蒲松北路)
- 2번출구: 톈샨시루
- 3번출구:(미개방)
- 4번출구:(미개방)
- 5번출구: 톈샨시루, 베이유루(北漁路)